# Tetsuya Oishi
Tetsuya Oishi (født 26. november 1979) er en tidligere japansk fodboldspiller.
Han har spillet for flere forskellige klubber i sin karriere, herunder Kawasaki Frontale og Ventforet Kofu.